# Todorin Do
Todorin Do es un pueblo ubicado en el municipio de Mionica, distrito de Kolubara, Serbia.

## Superficie
Cuenta con una superficie de 4,623 kilómetros cuadrados.

## Demografía
Hasta 2022 la población era de 122 habitantes, con una densidad de población de 26,39 habitantes por kilómetro cuadrado.
| 410                                                             | 440 | 419 | 366 | 324 | 269 | 214 | 141 | 122 |
| (Fuente: Population statistics of Eastern Europe & former USSR) |     |     |     |     |     |     |     |     |